# صحرای الجزایر

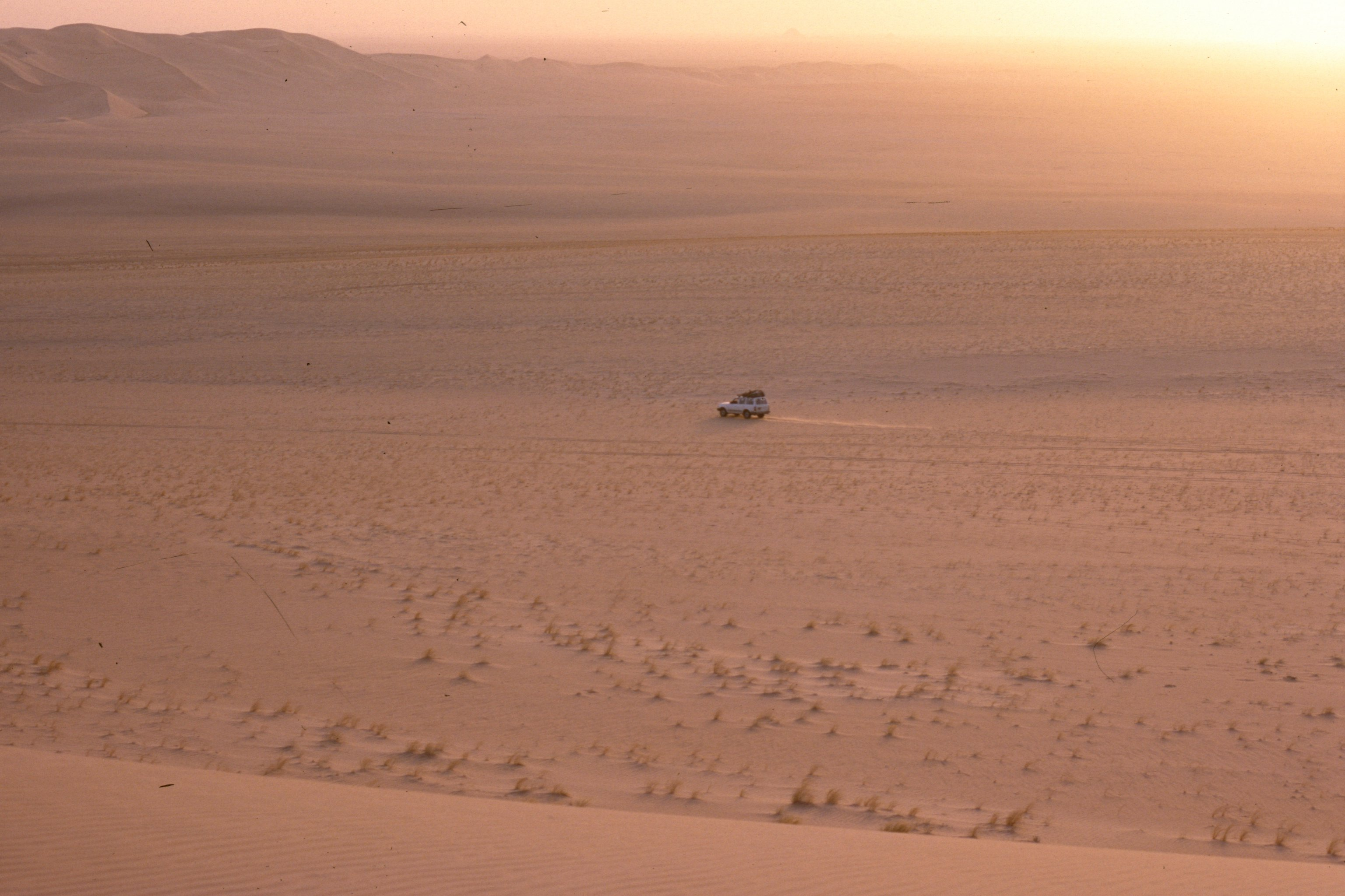
صحرای الجزایر

صحرای الجزائر (به انگلیسی: Algerian Desert) (زبان بومی: الصحراء الجزائریة) نام بیابانی در شمال آفریقا و قسمتی از صحرای آفریقا است.